# Ahmed Boughéra El Ouafi
Ahmed Boughéra El Ouafi, född 15 oktober 1898 i Ouled Djellal, Algeriet, död (mördad) i Paris 18 oktober 1959, var en algerisk långdistanslöpare som tävlade för Frankrike. Han vann olympiskt guld i maratonlöpning vid OS i Amsterdam 1928 med tiden 2:32.57 efter att vid sitt första OS 1924 i Paris slutat på sjunde plats i samma gren.
Efter sin olympiska karriär tävlade El Ouafi en tid i USA som professionell och använde pengarna till att köpa sig ett kafé i Saint-Denis som han sedan drev till sin död. Han mördades av FLN för att han vägrade stödja organisationens militära kamp för Algeriets självständighet.